# Lumière ! L'aventure commence
Pour les articles homonymes, voir Lumière (homonymie).
Pour plus de détails, voir Fiche technique et Distribution.
Lumière ! L'aventure commence est un documentaire français réalisé par Thierry Frémaux et sorti en 2016. Le film, montage de 108 films tournés par Auguste et Louis Lumière, est la production française la plus rentable de l'année 2017.

## Description
Regroupés par thèmes (l'origine, la famille, Paris, 1900, le monde…) avec le commentaire en voix off de Thierry Frémaux, ils constituent un témoignage émouvant du début du XXe siècle et de la technique cinématographique acquise par Louis Lumière (son frère Auguste jouant souvent le rôle d'acteur).
Martin Scorsese apparaît dans la dernière séquence, qui est la reconstitution le 19 mars 2016 du premier film des frères Lumière, La Sortie de l'usine Lumière à Lyon.

## Fiche technique
- Titre original : Lumière ! L'aventure commence
- Réalisation : Thierry Frémaux
- Commentaire : Thierry Frémaux
- Production : Thierry Frémaux, Bertrand Tavernier, Maelle Arnaud
- Société de production : Centre national de la cinématographie
- Société de distribution : Ad Vitam Distribution (France)
- Budget :
- Pays de production :  France
- Langue originale : français
- Durée : 90 minutes
- Format : noir et blanc
- Genre : documentaire
- Dates de sortie[2] :
  - Italie : 6 octobre 2016
  - France : 25 janvier 2017
  - Suisse romande : 27 septembre 2017
  - Belgique : 25 octobre 2017
  - Québec : 21 août 2020
- Classification :
  - France : tous publics

## Distribution
Source : IMDb
- Thierry Frémaux : narrateur
- Auguste et Louis Lumière : eux-mêmes (images d'archives)
- Martin Scorsese : lui-même

Acteurs principaux
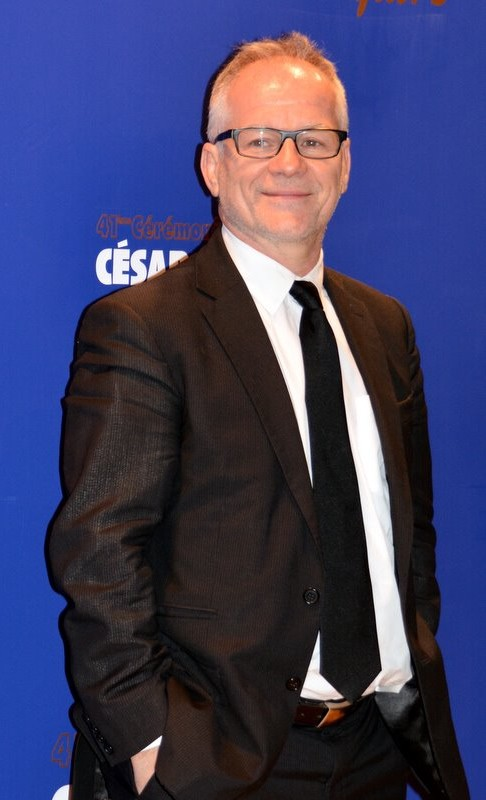
Thierry Frémaux
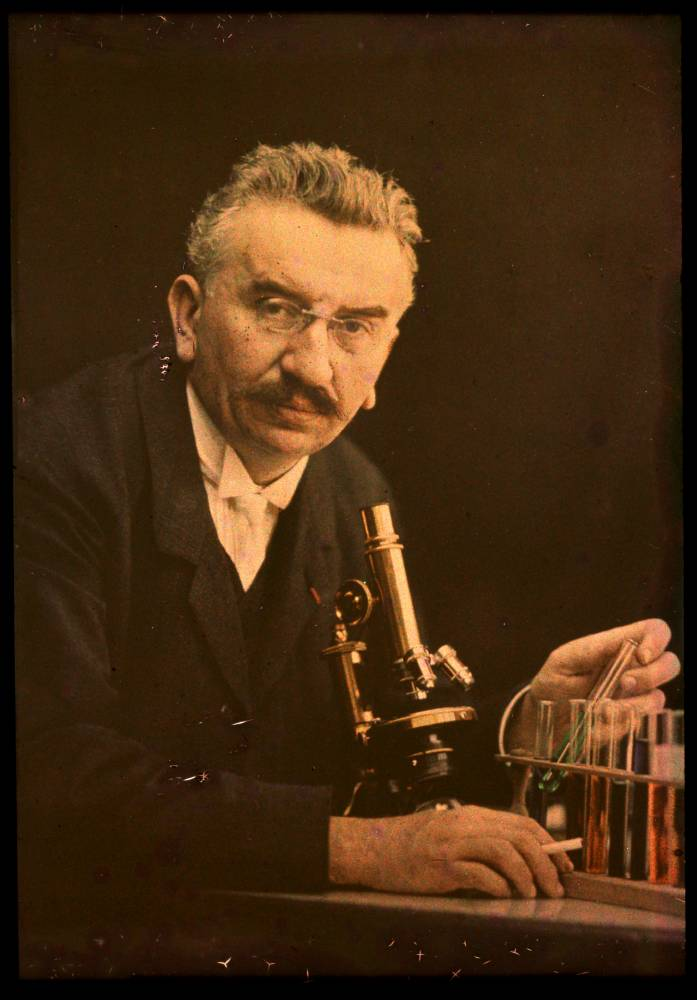
Louis Lumière
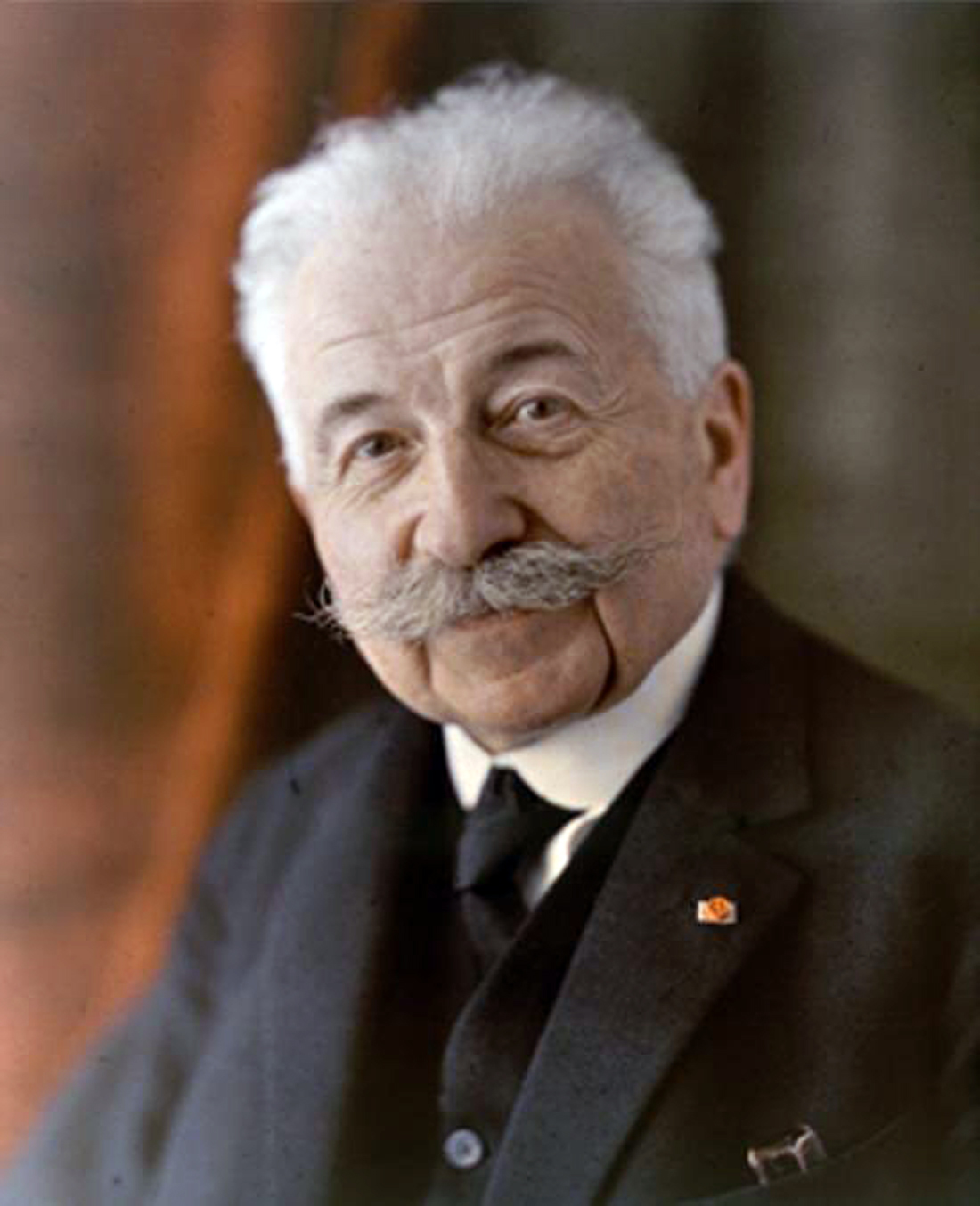
Auguste Lumière
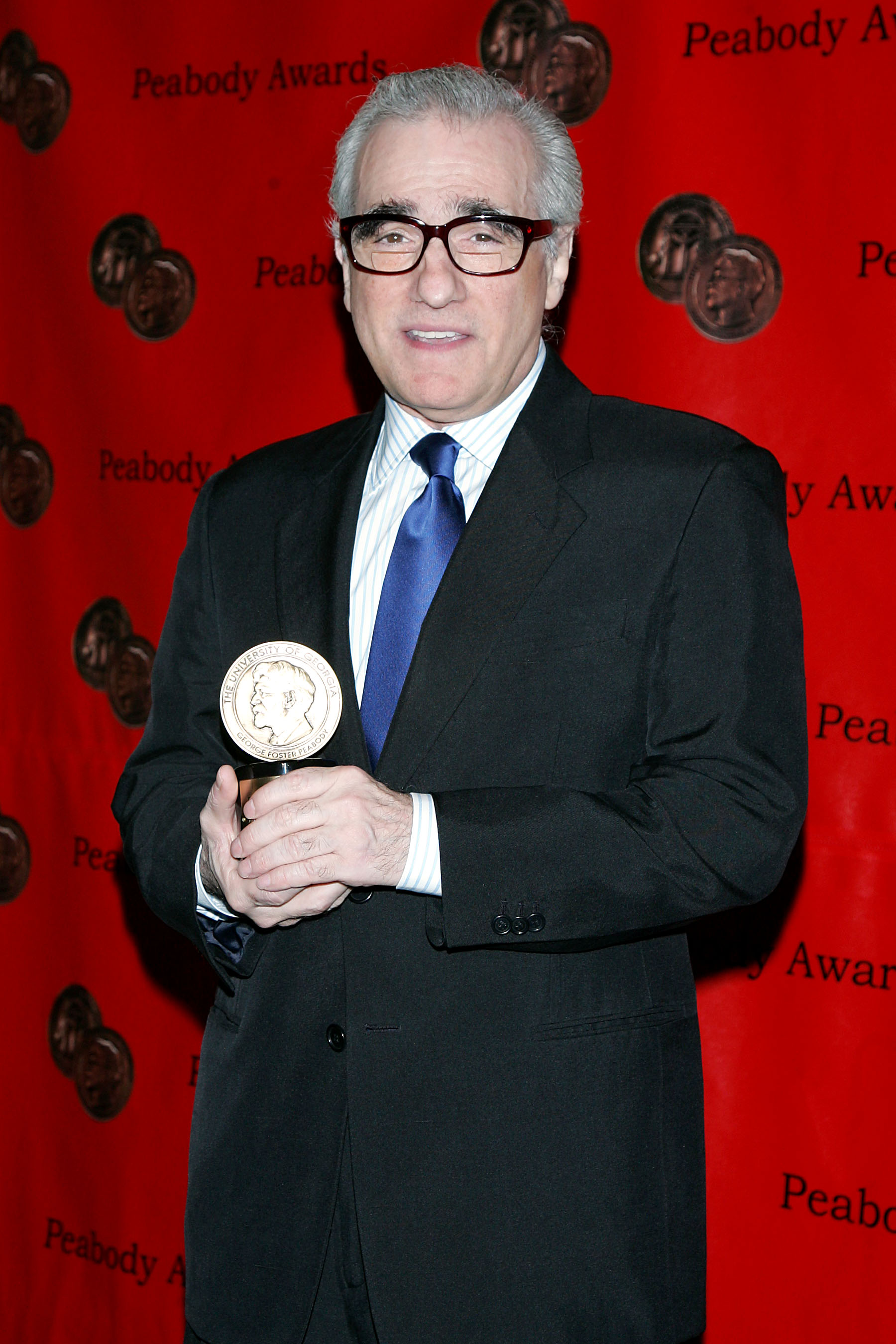
Martin Scorsese

## Sortie et accueil

### Avant-premières
Des versions préliminaires ont été projetées avec commentaires en direct par Thierry Frémaux le 17 mai 2015 au Festival de Cannes, le 29 septembre 2015 à l'Auditorium de Lyon, et le 11 septembre 2016 au Festival international du film de Toronto.

### Accueil critique
Le film reçoit un accueil critique très positif. Le film obtient la note moyenne de 4,6 sur 5, établie par 19 critiques de presse françaises sur Allociné.

### Box-office
Le documentaire enregistre 125 000 entrées, mais son très faible budget de 15 000 euros - les films Lumière présentés ayant déjà fait l'objet d'une restauration - lui permet d'afficher un taux de rentabilité très important, de l'ordre de 2 778 %. Il est ainsi, comme le note le magazine Première, le film français le plus rentable de l'année 2017. 

## Suite
Une suite, intitulée Lumière, l'aventure continue, et toujours réalisée par Thierry Frémaux, est sortie en 2024.